# Taleporia trichopterella
Taleporia trichopterella är en fjärilsart som beskrevs av Saigusa 1961. Taleporia trichopterella ingår i släktet Taleporia och familjen säckspinnare. Inga underarter finns listade i Catalogue of Life.